# Corral Falso, Guanajuato
Corral Falso är en ort i Mexiko.   Den ligger i kommunen Santa Catarina och delstaten Guanajuato, i den centrala delen av landet, 220 km nordväst om huvudstaden Mexico City. Corral Falso ligger 2 295 meter över havet och antalet invånare är 146.
Terrängen runt Corral Falso är kuperad åt sydväst, men åt nordost är den bergig. Runt Corral Falso är det ganska glesbefolkat, med 23 invånare per kvadratkilometer. Närmaste större samhälle är Victoria, 13,8 km väster om Corral Falso. Trakten runt Corral Falso består i huvudsak av gräsmarker.